# قائمة الأكلات الشعبية السعودية
قائمة الأكلات الشعبية السعودية تعد المملكة العربية السعودية من أكبر الدول في الشرق الأوسط وأكثرها تنوعا في التضاريس،، وقد أدّى تنوع البيئة إلى تنوع الأطعمة. وكذلك كان يوجد الكثير ممن قدموا للحج وقد أتوا بثقافاتهم ومعهم أطعمتهم ومن هذا المنطلق تنوعت الأغذية في مناطق السعودية، لكلٍّ منها، حسب ما يناسبها. كما أن هناك العديد من الأكلات التي تشترك بها عدة مناطق في المملكة العربية السعودية.

## قائمة المأكولات
| الأكلة                   | الصورة | الوصف |
| ------------------------ | ------ | --- |
| المناطق الشمالية والوسطى |        | |
| المفطح                   |        | عبارة عن خروف مطبوخ بالكامل دون أن يقسم إلى أجزاء وهو وجبة الولائم والضيوف. |
| الكبسة                   |        | وهي أشهر المأكولات السعودية وتكون غالبا في معظم مناطق المملكة وتتكون من الأرز والدجاج أو اللحم كلحم الغنم، الإبل أو البقر.                                                                       |
| المطازيز                 |        | عبارة عن عجينة مخبوزة ومقطعة تغمس في مرق وتكون وقت الغداء. |
| المنسف                   |        | وهو عبارة عن قطع من لحم الخروف موضوعة داخل مرق من اللبن والبقل وتؤكل بالخبز أو مع الرز. |
| الجريش                   |        | قمح مطحون يطبخ بالماء وقد يضاف إليه اللبن. |
| القرصان                  |        | أقراص من الخبز الرقيق مغموسة بمرق اللحم أو الخضار. |
| المرقوق                  |        | يُحضَّر من الطحين البر(القمح) ويضاف له الملح والماء ويعجن ويترك إلى أن يُطبخ اللحم إلى مرحلة نصف استواء ثم تضاف الخضراوات إليه بعدها تُفرد العجينة في نفس القدر نفسه على المرق إلى أن تكون رقيقة جدًا. |
| مثلوثة                   |        | المثلوثة مكونة من ثلاث وصفات مختلفة: الأرز والقرصان والجريش |
| الكليجا                  |        | هي الحلوى المشهورة في القصيم تتكون من دقيق القمح والسكر والعسل وبعض التوابل. |
| الحنيني                  |        | يتكون من التمر المهروس مع الخبز المصنوع من دقيق القمح. |
| المراصيع                 |        | عبارة عن رقائق الخبز وقد تكون بالعسل أو البصل. |
| كبيبة حائل               |        | تتكون من ورق العنب محشو باللحم والأرز. |
| الصبة                    |        | عبارة عن شطيرة عنصرها الأساسي الفلافل حيث يضاف إليها البطاطس المقلية وعدد من الخضار المتنوعة. |
| المقشوش                  |        | |
| بكيلة                    |        | وهو عبارة عن طبق مصنوع من التمر السكري والسمنة. |
| شيش برك                  |        | وهو عبارة عن لحم مفروم، مطهو مع الحليب والعجين والمبهّر بالثوم والكزبرة والصنوبر. |
| تيدماج                   |        | وهو عبارة عن الكمأة، وحبات الحمّص، واللوبيا والبرغل. |
| تشريبة                   |        | وهو عبارة عن لحم أو دجاج، ويقدم فوق قطعة من الخبز. |
| المنطقة الشرقية          |        | |
| المفطح                   |        | عبارة عن خروف مطبوخ بالكامل دون أن يقسم إلى أجزاء وهو وجبة الولائم والضيوف. |
| الكبسة                   |        | وهي أشهر المأكولات السعودية وتكون غالبا في معظم مناطق المملكة وتتكون من الأرز والدجاج أو اللحم كلحم الغنم، الإبل أو البقر.                                                                       |
| عيش حساوي                |        | وهو عبارة عن رز مزروع في محافظة الأحساء – ومن ذلك اكتسب اسمه – وهو بني اللون يحضر مع الكثير من التوابل والمكسرات.                                                                                |
| الربيان                  |        | ويطبخ مع صلصة الطماطم ثم يوضع مع الرز ويكون الوجبة الرئيسة. |
| الكنعد                   |        | وهو نوع من أنواع الأسماك يقطع إلى شرائح ثم يقلى بالزيت ويقدم مع السلطة. |
| مكبوس السمك أو الدجاج    |        | أرز يعمل على الطريقة الشرقية مع السمك أو الدجاج واحيانا اللحم. |
| الخبز الأحمر             |        | خبز أسمر يمزج بالتمر. |
| الهريس                   |        | يحضّر من اللحم والقمح والسمن |
| منطقة الحجاز وتهامة      |        | |
| المفطح                   |        | عبارة عن خروف مطبوخ بالكامل دون أن يقسم إلى أجزاء وهو وجبة الولائم والضيوف. |
| السليق                   |        | وهو رز مطبوخ بالحليب ويكون متماسكًا، ويكون بالعادة مع الماعز المشوي. |
| الصيادية                 |        | طبق من الرز والسمك |
| فتة                      |        | قرص من الخبز المفروم صغير يوضع عليه العسل والسمن . |
| القوزي                   |        | طبق من الرز والمعكرونة والبرغل معا ويوضع فوقه خروف مشوي وهو الطبق الرئيس في المناسبات والحفلات الكبيرة.                                                                                          |
| الكبدة                   |        | وهي عبارة عن كبدة غنم مطبوخة، مع البصل والطماطم. |
| التقاطيع                 |        | وهي عبارة عن كرش الغنم مع البهارات. |
| المعصوب                  |        | وهو عبارة عن الموز والفطير المفروم، والعسل والسمن والقشطة. |
| عريكة حجازية             |        | وهي عبارة عن فطير مفروم، والعسل والسمن والقشطة وجبن شيدر وتمر. |
| دبيازة                   |        | وهي حلى مكون من قمر الدين والمكسرات والسكر. |
| الفول                    |        | وهو عبارة عن طبق فول، يحتوي على بهارات وبصل وسمن أو زيت. |
| مطبّق                     |        | هو عبارة عن عجينة، وحشوة مكونة من اللحم المفروم والبيض والكراث. |
| السقط                    |        | هو عبارة عن مجموعة من الكرشة والكبد والقلوب والكلاوي. |
| مختوم اللحم              |        | يتكون من اللحم بالعظم مع صلصة الطماطم والبهارات. |
| شوربة المقادم            |        | هو عبارة عن مرق فيه أقدام الخرفان. |
| مرقة الهوى               |        | هي مرقة خالية من اللحم، حيث يكشن البصل في السمن ويصب المرق على الخبز. |
| منطقة الجنوب             |        | |
| الحنيذ                   |        | وهو عبارة عن لحم ماعز يدفن بحفره داخل الأرض ويوضع فوقه الفحم ويستمر قرابة أربع ساعات ثم يقدم مع الخبز والارز والعسل.                                                                             |
| الرقش                    |        | عبارة عن رقائق من خبز قمح البر ترق وتخبز ثم توضع الرقائق بعد خبزها بعضها فوق بعض في إناء يسمى (المدهن).                                                                                          |
| الوفد                    |        | وتتكون من البر(القمح) الذي يوضع في وعاء خاص بعد خبزه ثم يضغط بواسطة اليد حتى يصبح كالكرة، ثم يوضع في آنية من الخوص تسمى (مطرح) ويقدم إلى جانب (المرق)، وتسمى الأكلة وفد ومرق.                    |
| أرز ممرق                 |        | وهو عبارة عن أرز يطبخ مع مرق اللحم ويقدم في المناسبات الكبيرة. |
| العصيدة                  |        | تتكون من دقيق القمح المصبوخ بالماء والقليل من الملح ثم يقدم مع المرق واللحم والبن والسمن في بعض الأحيان، ولها أنواع تحتلف باختلاف مناطق صانعيها.                                                 |
| العريكة                  |        | تتكون من خبز البر والذي يعرك باليدين ويوضع في إناء ثم يخرم في منتصفه ليصب فوقه السمن والعسل والتمر.                                                                                              |
| المعصوب (المرسة)         |        | وهو خبز مفتت يخلط مع الموز ويضاف عليه السمن أو العسل أو كلاهما، وفي بعض المناطق تضاف القشطة. |
| دغابيس                   |        | عبارة عن أكلة من العجين يوضع على المرق حتى ينضج |
| حميس (محشوش)             |        | عبارة عن لحم وشحم غالباً لحم الخروف مقطعة قطعاً صغيرة تحمس على النار وتضاف عليها التوابل ومن ثم تقدم ساخنة مع الخبز، وهذه الأكلة عادة ما تكون في فترة أيام عيد الأضحى.                             |
| خمير                     |        | عبارة عن عجينة مطحونة من حب الذرة تخبز في التنور أو الفرن وتقدم نيابة عن الخبز. |
| جلمة                     |        | عبارة عن طبق من اللحم، يقدم في أيام عيد الاضحى. |
| إيدام الرجلة             |        | هو ايدام من الرجلة، مع بصل وكمون. |
| التصابيع                 |        | هو عبارة عن لبن وماء، مُضاف إليهما الدقيق المطبوخ في وسطها السمن المطبوخ بالحجر، أو ما يُعرف بالرضيفة.                                                                                             |
| المشغوثة                 |        | هو عبارة عن لبن مطبوخ مع الدقيق، حتى يصلا إلى قوام كثيف، لتُضاف أعلاه الرضيفة، وقطع شمع العسل. |
| المرقوق                  |        | هو عبارة عن لحم وخضار متنوعة وتكون على شكل إدام. |
| السويق                   |        | هو عبارة عن شعير قبل النضوج، يتم طحنه، ثم يُعجن، ثم يوضع في إناء، ويتم طهيه. |